# Ram Trilogy
Ram Trilogy é um trio de produtores e DJs de drum and bass. Seus integrantes são Andy C (Andrew John Clarke), Ant Miles (Anthony David Miles) e Shimon (Simon Alcoby).

## Carreira
Os chefes da Ram Records: Andy C e Ant Miles (um duo conhecido como Origin Unknown) se uniu ao produtor da Ram, Shimon para formar o Ram Trilogy. O trio produziu uma série de singles que ficaram conhecidos como "Chapters", indo do "Chapter One" até o "Chapter Six". Nestes singles, fizeram sucessos faixas como: "No Reality" e "Milky Way". Outro EP de sucesso foi o "Titan EP". No final de 1999 lançaram seu primeiro álbum: Molten Beats.

## Discografia Selecionada
- Chapter One (1998)
- Chapter Two (1998)
- Chapter Three (1998)
- Molten Beats (1999)
- Titan EP (2000)
- Chapter Four (2002)
- Chapter Five (2002)
- Chapter Six (2002)
- Screamer EP (2003)

## Ligações Externas
- Discografia de Ram Trilogy no Discogs.com